# Bombardement op Zutphen

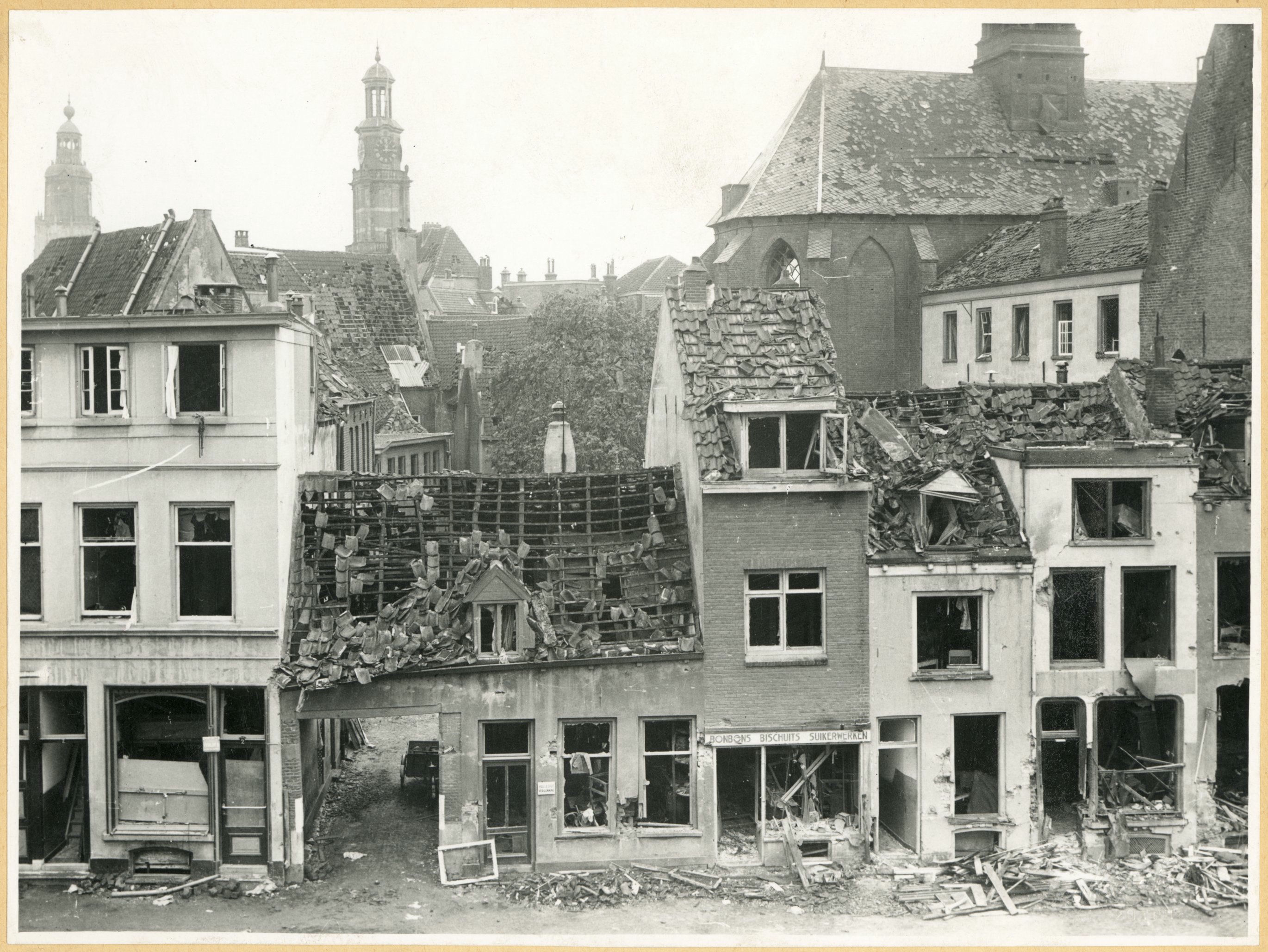
Gevels van huizen aan de Rozengracht na het bombardement, foto uit 1945.

Het bombardement op Zutphen vond plaats op zaterdagmiddag 14 oktober 1944. Geallieerde vliegtuigen wilden de Oude IJsselbrug in Zutphen bombarderen om de aanvoer van troepen en wapens voor de Duitse bezetter richting Arnhem te verhinderen. De bommen kwamen echter vooral op de nabijgelegen stadswijk aan de centrumkant van het station terecht. De gevolgen waren verwoestend. Straten als Rozengracht, Barlheze, Kreijnckstraat en Apenstert werden bijna compleet weggevaagd. Het stationsgebouw werd zwaar beschadigd, maar bleef tot 1952 in gebruik. Onder de burgerbevolking vielen meer dan honderd doden en honderden gewonden. 92 doden werden begraven op de algemene en katholieke begraafplaats aan de Warnsveldseweg. Het aantal doden liep op tot boven de honderd, omdat een aantal vermisten nooit werd teruggevonden.
Voor deze burgerslachtoffers, maar ook voor de Canadese militairen die sneuvelden bij de bevrijding van Zutphen en voor de Zutphenaren die tijdens de Tweede Wereldoorlog in voormalig Nederlands-Indië omkwamen, werd op 10 april 1950 het Gideon-monument onthuld. Het staat in het Kloosterhof bij de Broederenkerk aan de Rozengracht. Op de Algemene begraafplaats Zutphen is een herdenkingsmonument bij het graf van dertien slachtoffers. Het werd onthuld bij de allereerste Nationale Dodenherdenking op 4 mei 1946.
Twee weken voor het bombardement op Zutphen van 14 oktober 1944 werd er in de ochtend van donderdag 28 september 1944 ook een geallieerd bombardement op Zutphen uitgevoerd. Doelwit was toen een Duitse munitietrein op het spoorwegemplacement. Het doel werd getroffen, maar de ontploffende munitie, waaronder pantsergranaten, beschadigde tientallen huizen, industriegebouwen en de concertzaal Buitensociëteit. De trein stond opgesteld tussen de Overweg en de Industrieweg.
Een klein bombardement vond nog plaats op 1 februari 1945. Er vielen enkele bommen op de kruising van de Kerksteeg en Rode Torenstraat. Een tiental huizen raakte zwaar beschadigd of werden totaal verwoest. Het strategische doel ervan is onbekend. 